# 55 مشكلة حب
كتاب 55 مشكلة حب هو كتاب من تأليف الدكتور مصطفى محمود تحدث فيه عن بعض الأمراض التي يشفيها الكلام كأمراض النفس وعذابات الوجدان ليس الكلام بمعني العظات، لكن نجوى الإنسان لنفسه قد تدفعه الي ذرف دمعه مريحه أو ضحكه مريره تكن هي كل الشفاء. يعرض الدكتور مصطفي محمود 55 من مشاكل القراء مع حلهم، بعض هذه المشاكل قد تدفعك للبكاء وبعضها مما يثير الضحك.

## اقتباسات من الكتاب
- “أنا لا يمكنني أن أحس بالجمال في امرأة تكذب مهما كانت باهرة وذكية.. إن إحساسي بالكذب يقززني ويجعل الجمال يبدو أمامي مثل الطلاء..”
- “إنك لا تقابل إلا نفسك في طريق القدر... كن كاذباً تسرع إليك الأكاذيب... كن لصاً تتشبث بك الجرائم... في أي طريق تذهب لن يكون قدرك إلا صورة من نفسك...”
- “بعد المشوار الطويل الذي يقطعه القلب.. نحتاج إلى راحة طويلة.. تمامًا كما نفعل بعد المشوار الطويل الذي نقطعه بأقدامنا... فالعواطف كالدم واللحم... والأنسجة تحتاج إلى وقت لتتجدد..”
- “ان البنت تقع في ورطة، ماذا تفعل لترضي الرجل؟؟ انها إذا قاومته قال عنها رجعية، وإذا استسلمت له قال عنها غير نظيفة !”
- “إن كل شخصية لها منطق يحكمها.. والشخصية تغير سلوكها ولكنها لا تملك أن تغير منطقها.. لأن منطقها هو جوهرها وروحها”
- “الدمعة المسكوبة لا تضيع.. وإنما هي تفتح نافذة للعاطفة تتنفس منها.. والضحكة المريرة تفك ضائقة الروح.. والآهة تفرج عن القلب”
- “إن أزمة البنت العصرية أن صاحبها يحدثها عن التحرر...والعقلية العصرية..وحق التمتع بالحب...الخ..الخ.. ثم يغدر بها في النهاية، ولا يتزوجها إذا طاوعته في هذا التحرر..وينكشف لها في النهاية، عن نصاب رجعى أشد رجعية من جدها...يطالبها بالعفة إلى آخر حدودها...ومعنى هذا أن المشكلة بالنسبة للبنت الآن لم تعد مشكلة كذب وصدق..وإنما مشكلة اختيار السلوك المناسب ليست المشكلة هي مشكلة تمثيل...أو تصرف على الطبيعة....لأن 90% من الرجال محتالون لا يتصرفون على الطبيعة...وإنما يدعون جريات لا يؤمنون بها في أعماق نفوسهم”
- “عش حياتك كما تريد أنت أن تعيشها.. فأنت لا تملك إلا حياة واحدة.. وإذا أعطيت هذه الحياة لوالدك فلن يبقى لك شيء..”
- “لا يوجد واحد لم يلعن الحياة، لكننا مع هذا نعشق الحياة ونتعلق بها ونستميت في التعلق بها”
- “وحكايات الحب الأول مادة جيدة للذكرى.... ولكنها لاتصلح لتكون مادة حياة وزواج”
- “ما زالت العفة هي الحلم العزيز لأغلب الرجال...-عندما يريدون الزواج-”
- “ومهما كانت المرأة جميلة وجذابة وفاتنة، فهذا لا يكفي ليغري الرجل بالزواج منها إلّا إذا كان مغفلاً”
- “الحب كالتنفس والنبض يصيبه اللهاث والتعب إذا أرهق بالمطالب...ثم يتراخى...ويتحول إلى يأس...ثم إلى عطف...”
- “ان احسن علاج لامرأة تقول: انا مسكينة... أنا رديئة هو ان نكون اردأ منها !!!”
- “إن نهر الحياة الدافق ينساب تحت قبة السماء ويجري بين حيطان السجون وإلى جوار القصور وليس يعنينا حجمه ولا بريقه.. وإنما كل ما يعنينا هو حجم الكأس التي نغمرها في مياهه.. وإن هذه الكأس لتأخذ دائماً شكل أفكارنا ورغباتنا.. وتساوي سعة أشداقنا”
- “نحن نقامر بحريتنا واختيارنا في كل لحظة، وأنت تطلبين الأمان... وهذه نتيجة الأمان. أنا أعرف الشيء الذي يرهقك... إنه ليس كره زوجك... ولا ضغط أمك... إنه ضعفك. ضعفك أمام اللحظة الفاصلة.. لحظة اختيار المصير.”
- “أنت تطالبين بحق جديد لم ينزل بعد في أي دستور من الدساتير.. تطالبين بحق ارتكاب الخطأ”
- “والحب كالتنفس والنبض يصيبه اللهاث والتعب إذا أرهق بالمطالب، ثم يتراخى.. ويتحول إلى يأس.. ثم إلى عطف..”
- “إن الإنسان يبدأ حياته.. يتدفق بالحب والحنان والتفاؤل والثقة.. ثم يجف هذا النبع العاطفي في قلبه كلما كبر.. ويتحول مع الزمن إلى عجوز أناني بخيل لا يحس إلا بمصلحته ولا يجري إلا خلف منفعته.. والسبب أن أحلامه الصغيرة وعواطفه الصافية تصطدم مرة بعد مرة بما يخيب أمله.. ويزلزل ثقته في الدنيا وفي الناس”

## وصلات خارجية
- فيديو حلقات الدكتور مصطفى محمود.
- مدونة الدكتور مصطفى محمود.
- «كان نائماً في سكينة تامة لم يستيقظ منها»: ابنة مصطفى محمود ل ـ«العربية. نت»: العالم الكبير رحل في هدوء، العربية نت، 31 أكتوبر 2009.
- صفحة مصطفى محمود على موقع أبجد
- صفحة اقتباسات مصطفى محمود على موقع أبجد
- صفحة باسم الدكتور رائعة على الفيس بوك
- الفيلم الوثائقي العالم والايمان على اليوتيوب
- محمود تحميل كتب الدكتور مصطفى محمود كاملة pdf